# Турчанинов, Капитон Фёдорович
Капитон Фёдорович Турчанинов (1821—1900) — русский живописец и график, академик Императорской Академии художеств, статский советник.

## Биография
Родился 25 февраля (9 марта) 1821 года в Крапивне, Тульской губернии.
Учился в Московском училище живописи и ваяния (1845–1850) в архитектурном классе у А. Т. Дурнова. В 1850 за картину «Молящийся капуцин» получил от Императорской Академии художеств звание неклассного (свободного) художника по живописи исторической и портретной.
В 1852 году создаёт картину «Девушка с тамбурином». Официальное название этого полотна — «Портрет молодой женщины в костюме, играющей на бубне». Предполагается, что на портрете изображена принцесса Матильда Бонапарт, дочь младшего брата Наполеона — Жерома Бонапарта.
В 1859 году за представленные в Совет Академии художеств два портрета был удостоен звания академика.
Жил в Москве. Много занимался преподавательской деятельностью, вёл рисование в средних классах Дворцового архитектурного училища (до 1865), Императорского технического училища (1865–1900), Петропавловском мужском училище, а также в частных пансионах, в том числе в прогимназии Л. И. Поливанова.
Работал как портретист, реставратор, писал образа для храмов и частных лиц. В первой половине 1860-х создал иконостас и два образа для церкви города Ряжска, запрестольный образ, образа Св. Иосифа Песнопевца и Св. Александра Невского для собора города Крапивны.
В числе его учеников был Алексей Ремизов, впоследствии известный писатель, лингвист, художник и философ. В рассказе «Натура» Ремизов описывает Капитона Фёдоровича так: «Более миниатюрного я не видывал как среди людей, так и человекообразных, да едва ли и есть ещё такой... Бритый, с седыми бачками... добродушнейший и ворчун неугомонный, его никто не боялся, и как будто был он и не человек вовсе, двоек не ставил. Капитон Фёдорович... безошибочно распознавал способных и неспособных и не требовал... "Дурак" и есть "дурак" и не виновен"».
Cкончался 26 апреля (9 мая) 1900 года и был погребён на кладбище Алексеевского женского монастыря в Москве.
Произведения Турчанинова находятся в ряде музейных собраний, в том числе в Государственной Третьяковской галерее.
Основные работы: «Портрет Фёдора Ивановича Турчанинова, отца художника» (1859), «Портрет Матрёны Ивановны Турчаниновой, матери художника» (1859).

## Галерея

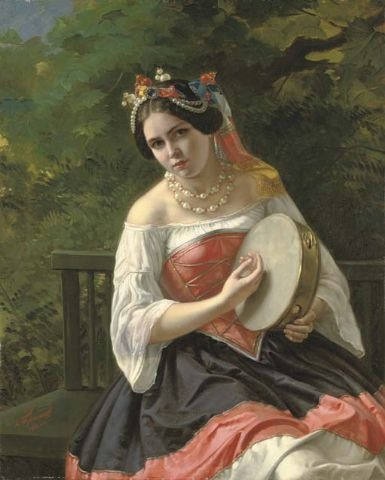
Портрет молодой женщины в костюме, играющей на бубне (1852)
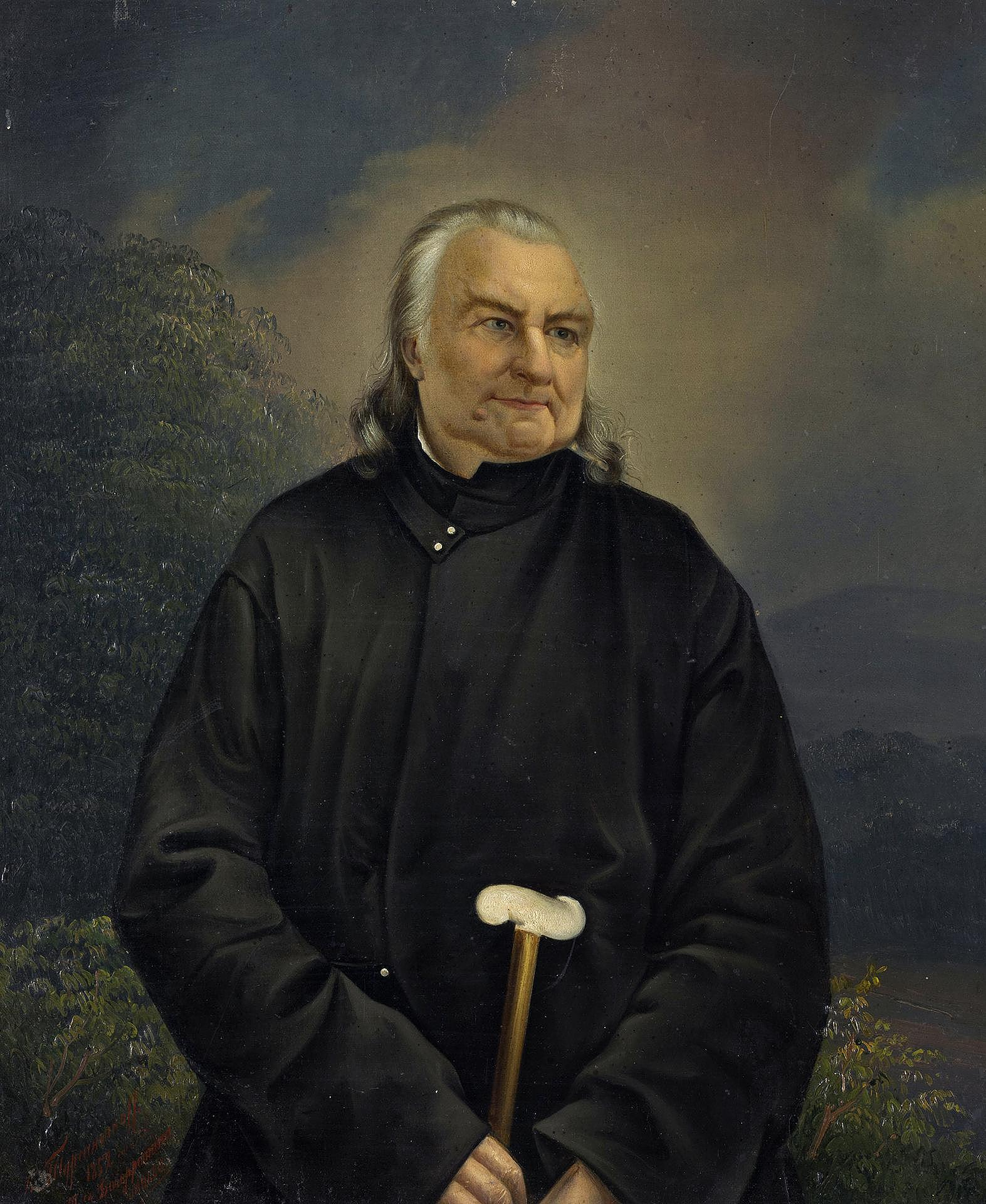
Портрет Ф. И. Ладыженского (?)
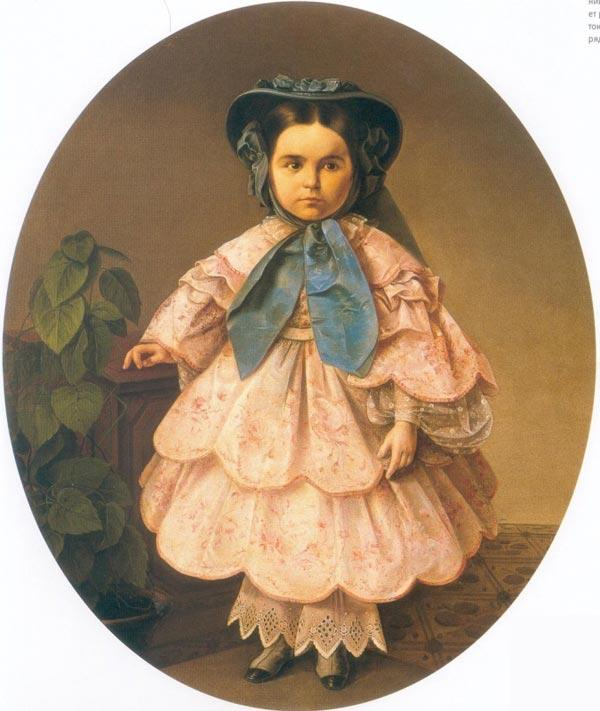
Портрет девочки (1862)
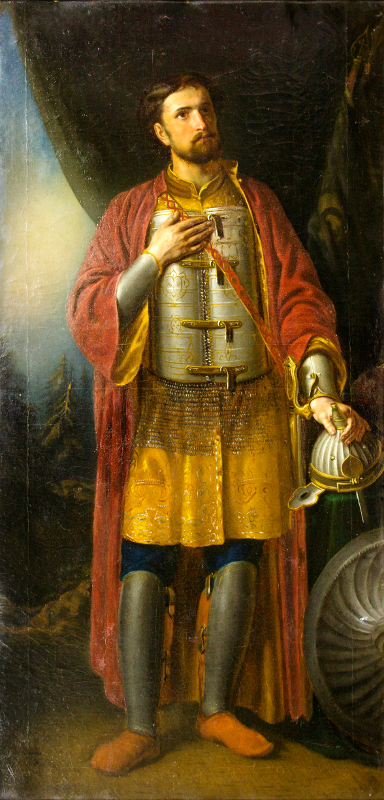
Святой Александр Невский (1860-е)